# François Charles Chevreuil
Pour les articles homonymes, voir Chevreuil (homonymie).
François Charles Chevreuil est un ecclésiastique séculier français, chanoine, vicaire général et chancelier de l’Église de Paris né le 26 novembre 1725 à Quimper et mort le 8 mars 1792 à Paris, député du clergé aux États généraux de 1789 puis député à l'Assemblée constituante de 1789.

## Biographie
Il entre dans les ordres et il devient « Docteur eu théologie de la maison et société de Sorbonne ». Il est investi des titres de dignités de chanoine du Chapitre de Notre-Dame de Paris, de chancelier de ladite église et de l'Université, poste qu'il occupe encore en 1790. Il fut abbé commendataire de l'abbaye Notre-Dame de Lanvaux, de 1784 à 1786. Le chancelier était celui sous l'ancien régime qui était chargé de sceller les lettres des grades et des provisions. Il fut nommé à ce poste par l'archevêque de Paris. Il est aussi nommé official et vicaire-général du diocèse de Paris. L'official était le juge ecclésiastique délégué par l'archevêque pour exercer en son nom une juridiction contentieuse. Le 30 avril 1789, il est élu député du clergé par la ville de Paris aux États généraux de 1789. Puis après le serment du Jeu de paume il devient député à l'Assemblée constituante de 1789.

## Source
- « François Charles Chevreuil », dans Adolphe Robert et Gaston Cougny, Dictionnaire des parlementaires français, Edgar Bourloton, 1889-1891 [détail de l’édition]
- L'église de Paris pendant la Révolution Franc̜aise, 1789-1801, Volume 1